# Plop wordt Kabouterkoning
Plop wordt Kabouterkoning is de negende film van Kabouter Plop en ging in première op 28 maart 2012. De film is geregisseerd door Gert-Jan Booy en tot op heden de laatste bioscoopfilm van het televisieprogramma Kabouter Plop.

## Verhaal
Kabouter Plop is op weg naar het paleis van de Kabouterkoning om deze te laten proeven van zijn Plopkoeken. Maar de Kabouterkoning is niet meer. Door een stom toeval wordt Plop aanzien als de nieuwe Kabouterkoning ...

## Rolverdeling
| Acteur                                                  | Personage          |
| ------------------------------------------------------- | ------------------ |
| Walter De Donder                                        | Kabouter Plop      |
| Aimé Anthoni                                            | Kabouter Klus      |
| Chris Cauwenberghs                                      | Kabouter Lui       |
| Agnes De Nul                                            | Kabouter Kwebbel   |
| Staf Coppens                                            | Kabouterprins Flip |
| Rob de Nijs                                             | Kabouter Kolonel   |
| Priske Dehandschutter (stem) Gert Dupont (poppenspeler) | Trol Lili          |
| Winston Post                                            | Lakei Stoef        |
| Bas Muijs                                               | Lakei Snoef        |
| Jits Van Belle                                          | Luisterdame 1      |
| Ini Massez                                              | Luisterdame 2      |
| Hilde Vanmechelen                                       | Luisterdame 3      |
| Willy Sommers                                           | Luilakei           |
| Luc Steeno                                              | Luilakei 2         |
| Kevin van der Steen                                     | Toeterlakei 1      |
| Stef Poelmans                                           | Toeterlakei 2      |

## Trivia
- Acteurs Chris Cauwenberghs en Rob de Nijs zijn kort na elkaar in 2025 (13 jaar na release) overleden.[1][2]